# Philibert Germain
Philibert Germain (Lyon, 25 januari 1827 - Santiago, 9 december 1913) was een Frans entomoloog.
Philibert Germain werd geboren in Lyon, Frankrijk en was hoogleraar in de natuurlijke historie en curator in het Museo Nacional in Santiago in Chili. Germain werkte daarna voor het museum als een verzamelaar en entomoloog tot 1910. Hij was een specialist in de groep van de kevers (Coleoptera) en beschreef vele nieuwe soorten die hij verzamelde op zijn reizen door Zuid-Amerika. Hij verzamelde en verkocht entomologische en ornithologische exemplaren, maar ook 
plantensoorten, uit Chili, Brazilië en Bolivia. 
- Gemeinsame Normdatei: 1115499343
- Système universitaire de documentation: 220152160
- Virtual International Authority File: 8128147605381257760003
- WorldCat: E39PBJhCDHcFgm6pPffGrHB3wC